# Детская Новая волна 2015
Де́тская Но́вая Волна́ 2015 (англ. New Wave Junior 2015) — восьмой ежегодный международный конкурс-фестиваль популярной музыки «Детская Новая волна», который проходил с 11 по 13 августа 2015 года в международном центре «Артек» в Крыму. В конкурсе приняло участие 15 исполнителей из 12 стран. Сокращённую версию конкурса телеканал «Россия-1» показывал с 28 по «30 августа 2015 года, а позднее, с 18 по 20 сентября, по телеканалу Карусель» была показана расширенная версия.
По результатам двух конкурсных дней гран-при конкурса получила 13-летняя исполнительница Гайя Кауки с Мальты. Второе место разделили между собой два участника — 11-летняя Крисия Тодорова из Болгарии, а также российский дуэт «Дикие Гитары» (7-летний Геннадий Перевердиев и 9-летний Олег Сериков). Третья премия досталась Мэри Кочарян из Армении. Данэлия Тулешова завоевала приз зрительских симпатий конкурса. Специальный приз (ротацию песни на «Детском радио») получила представительница Молдовы Ева Тимуш.

## Место проведения

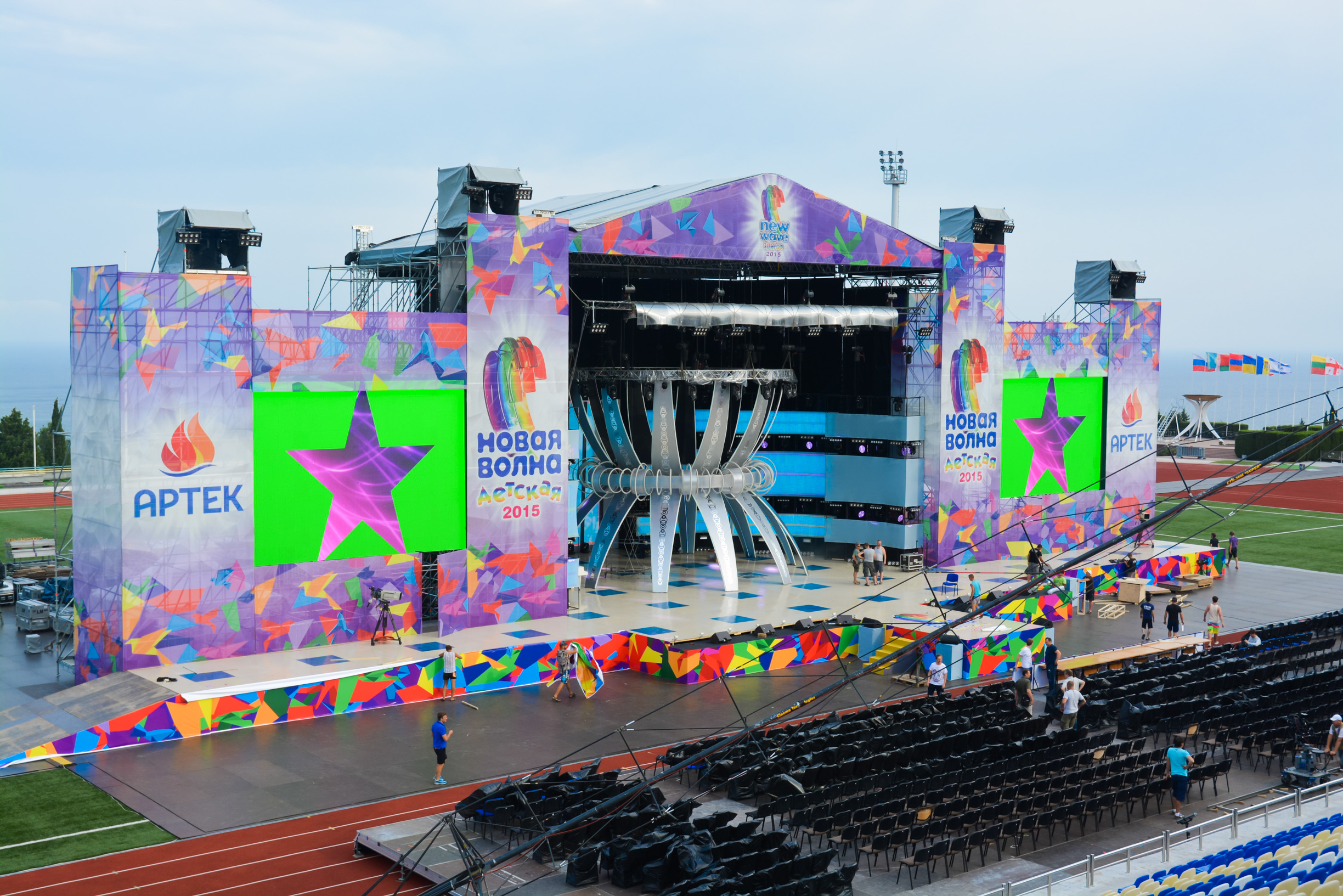
Сцена конкурса на стадионе Артека

В 2010 году, после подписания меморандума о проведении конкурса под патронажем Президента Украины Виктора Януковича, местом проведения был выбран детский лагерь 
«Артек» в Крыму, который является местом проведения конкурса и по сей день.
«Артек» ранее являлся самым знаменитым пионерским лагерем СССР и визитной карточкой пионерской организации страны. Долгое время служил местом приёма делегаций из социалистических стран, а также глав государств ближнего и дальнего зарубежья.

## Ведущие
Ведущими конкурса стали Лера Кудрявцева, Доминик Джокер, Олимпиада Тетерич (Липа), Станислав Костюшкин, Кристина Светличная, София Лапшакова и Павел Артёмов. Также к составу ведущих в этом году присоединились конкурсанты прошлых лет — Тоня Володина (участница группы «4 Кадра») и Катя Манешина.

## Жюри
В состав жюри вошло 9 человек:
- Игорь Крутой (председатель)
- Лев Лещенко
- Филипп Киркоров
- Александр Иванов
- Александр Рыбак
- Екатерина Иванчикова (солистка группы IOWA)
- Юлия Савичева
- Сергей Лазарев
- Роберто Кель Торрес (победитель конкурса молодых исполнителей «Новая волна 2013»)

## Участники
В конкурсе участвовали 15 конкурсантов из 12 стран мира — Армении, Белоруссии, Болгарии, Греции, Грузии, Израиля, Казахстана, Литвы, Мальты, Молдавии, России и Украины. Все участники попали на конкурс, пройдя полуфиналы европейского и российского отбора, которые состоялись 6 и 24 апреля соответственно.
| Страна    | Участник               | Место | Баллы |
| --------- | ---------------------- | ----- | ----- |
| Армения   | Мэри Кочарян           | 3     | 191   |
| Беларусь  | Александр Минёнок      | 6     | 188   |
| Беларусь  | Юлия Левина            | 7     | 186   |
| Болгария  | Крисия Тодорова        | 2     | 192   |
| Греция    | Эмма Хамза             | 9     | 184   |
| Грузия    | Нино Басилая           | 4     | 190   |
| Израиль   | Тимоти Санников        | 8     | 185   |
| Казахстан | Данэлия Тулешова       | 5     | 189   |
| Литва     | Клеопатра Василевските | 11    | 177   |
| Мальта    | Гайя Кауки             | 1     | 194   |
| Молдова   | Ева Тимуш              | 4     | 190   |
| Россия    | Вилена Хикматуллина    | 10    | 183   |
| Россия    | Дуэт «Дикие Гитары»    | 2     | 192   |
| Украина   | Анна Тринчер           | 5     | 189   |
| Украина   | Трио «Smile»           | 6     | 188   |

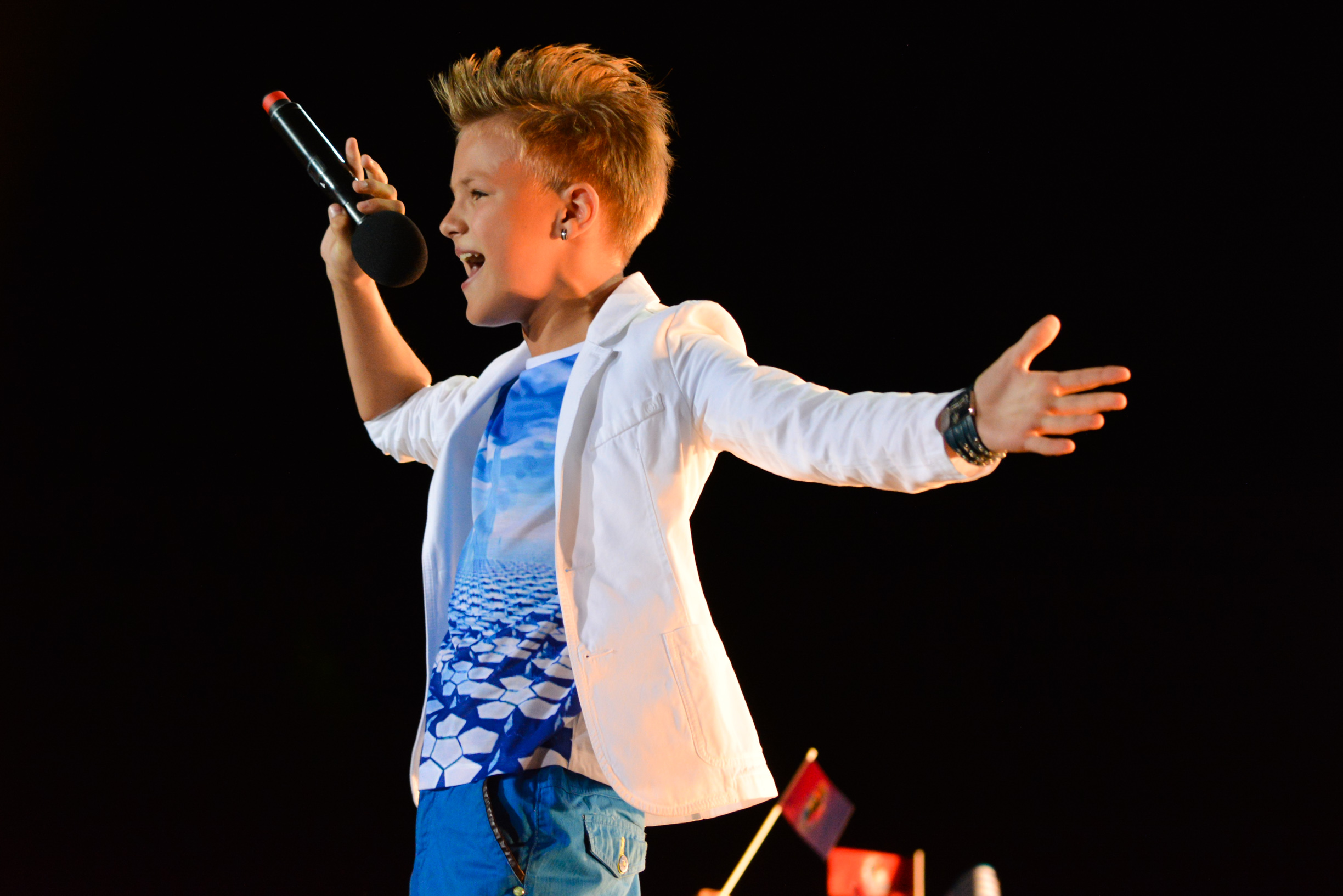
Александр Минёнок (Белоруссия)
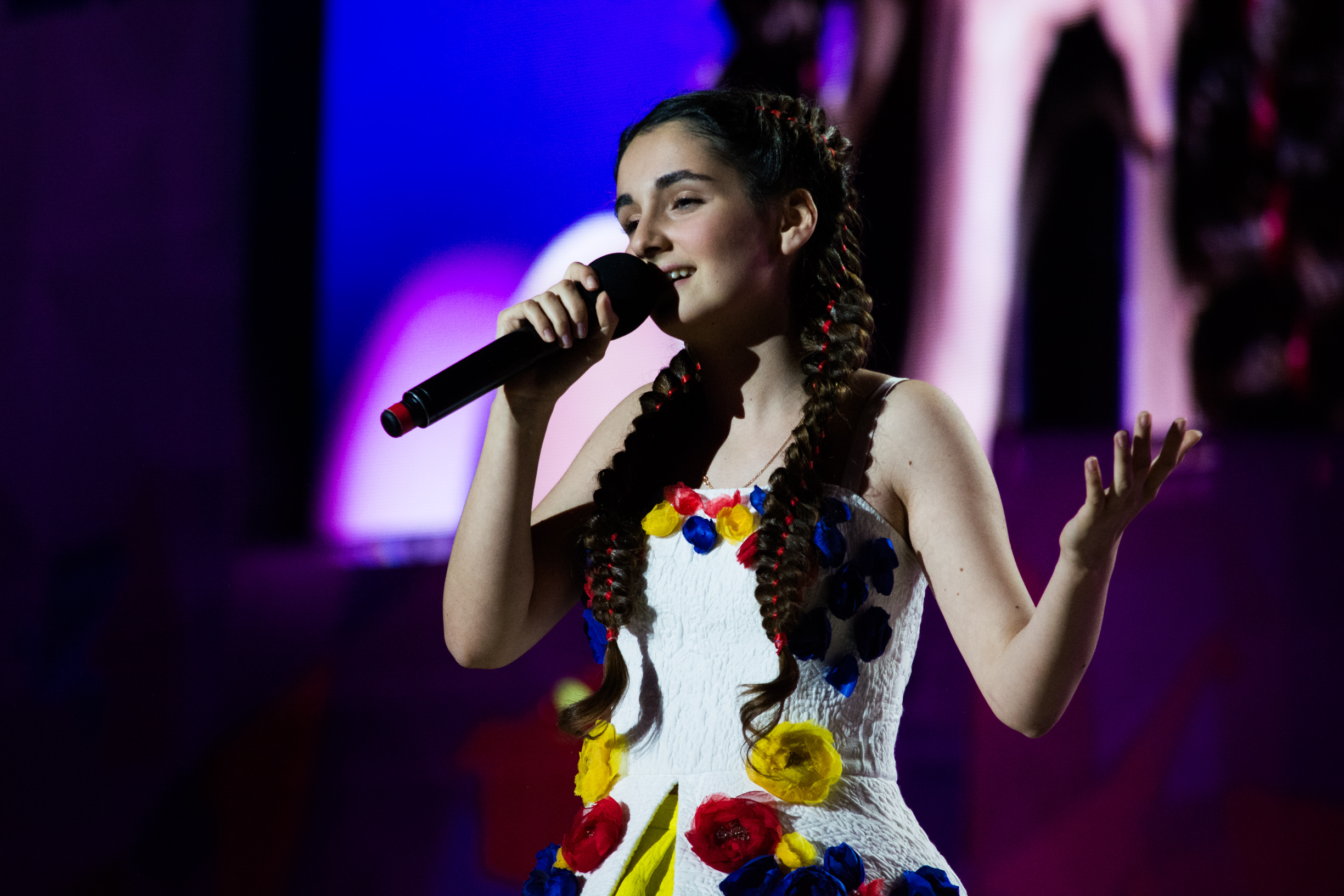
Анна Тринчер (Украина)
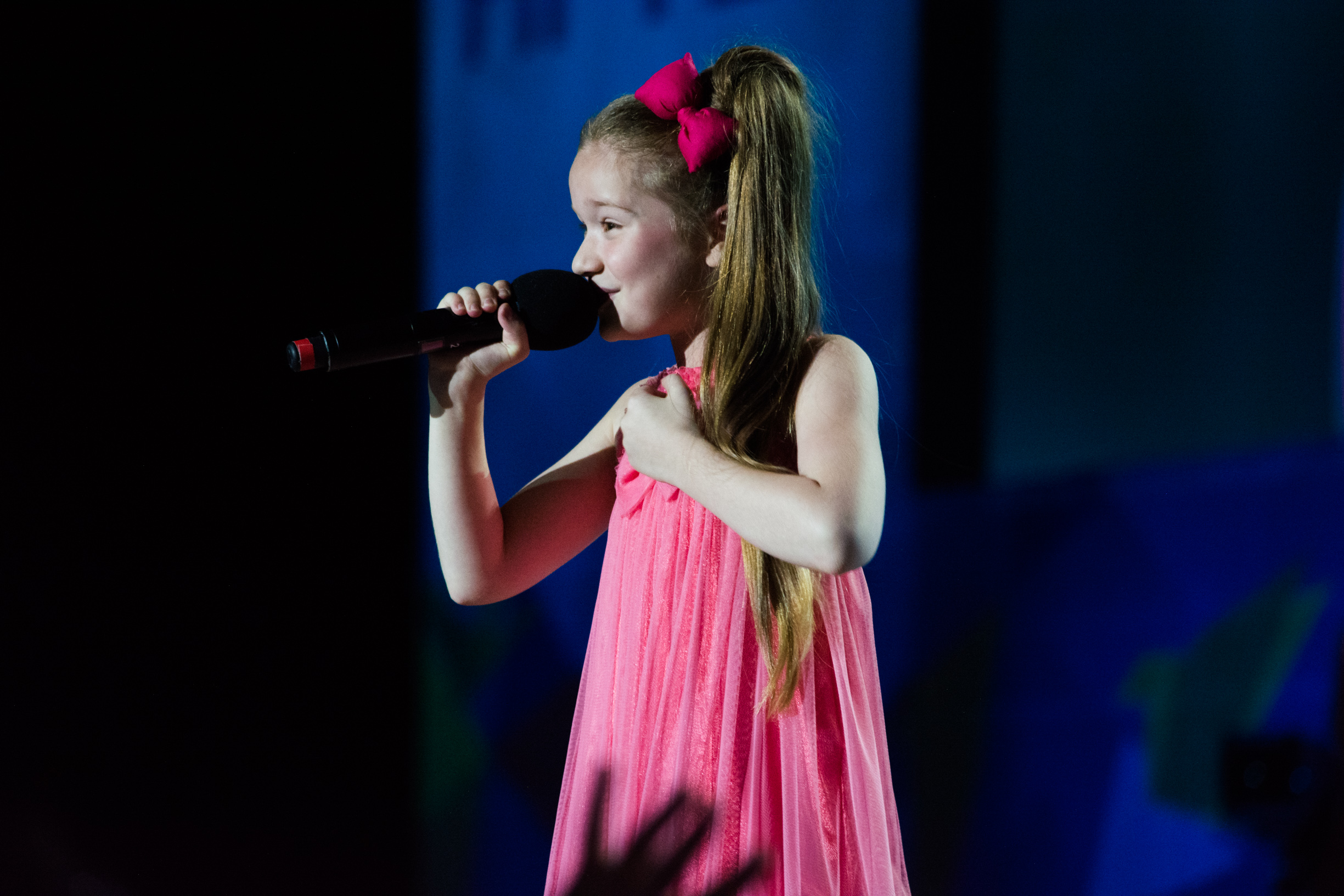
Вилена Хикматуллина (Россия)
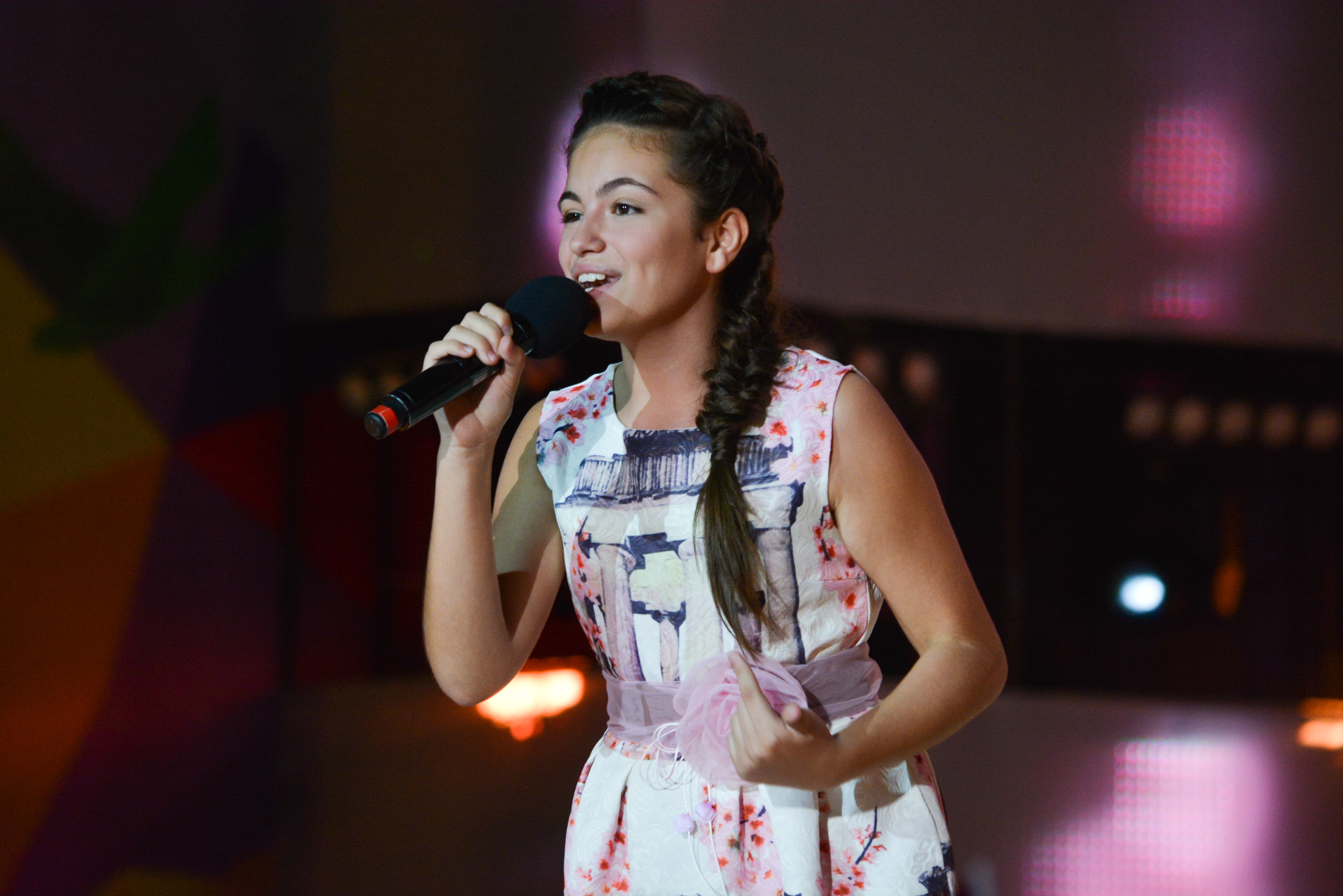
Гайя Кауки (Мальта)
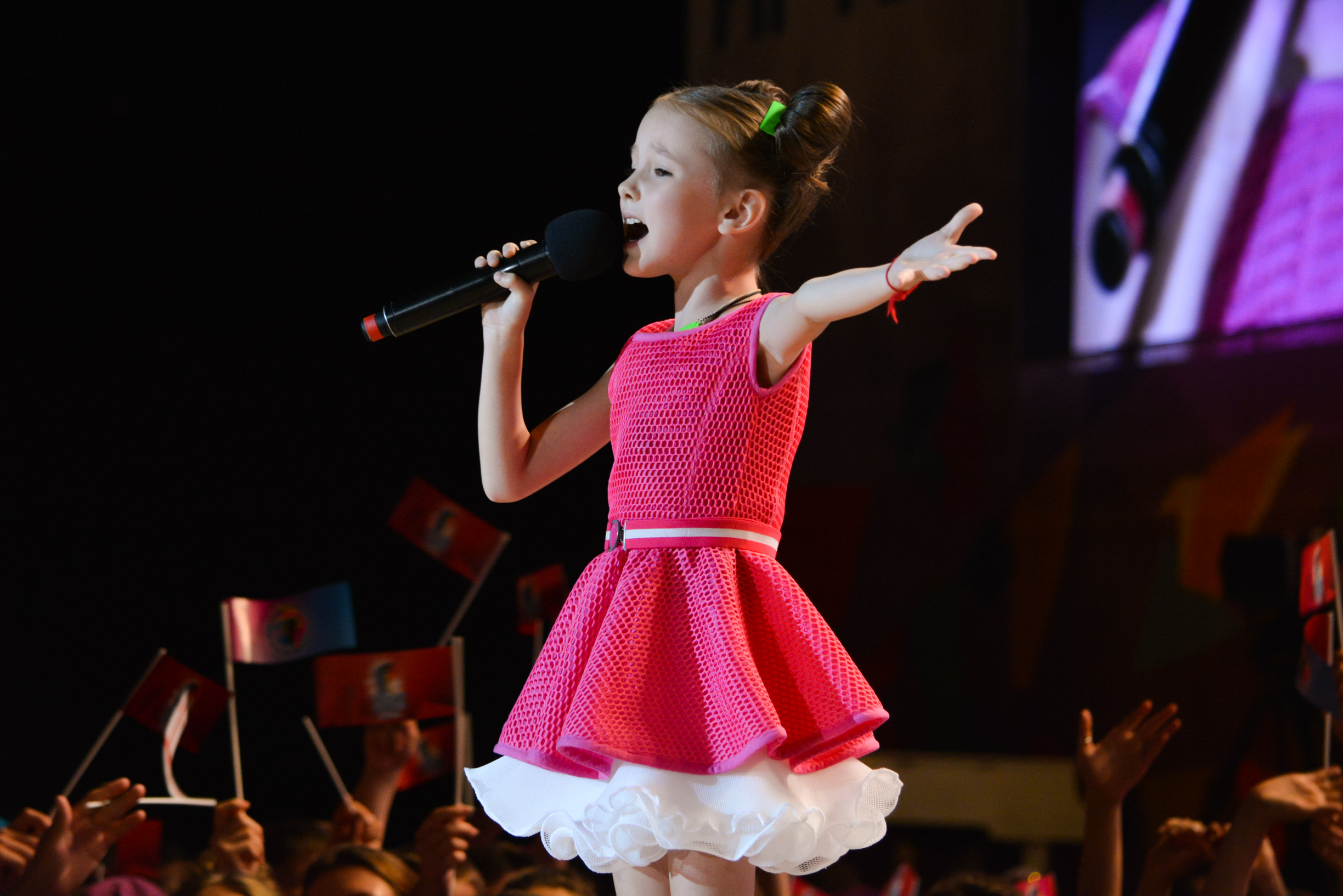
Данэлия Тулешова (Казахстан)
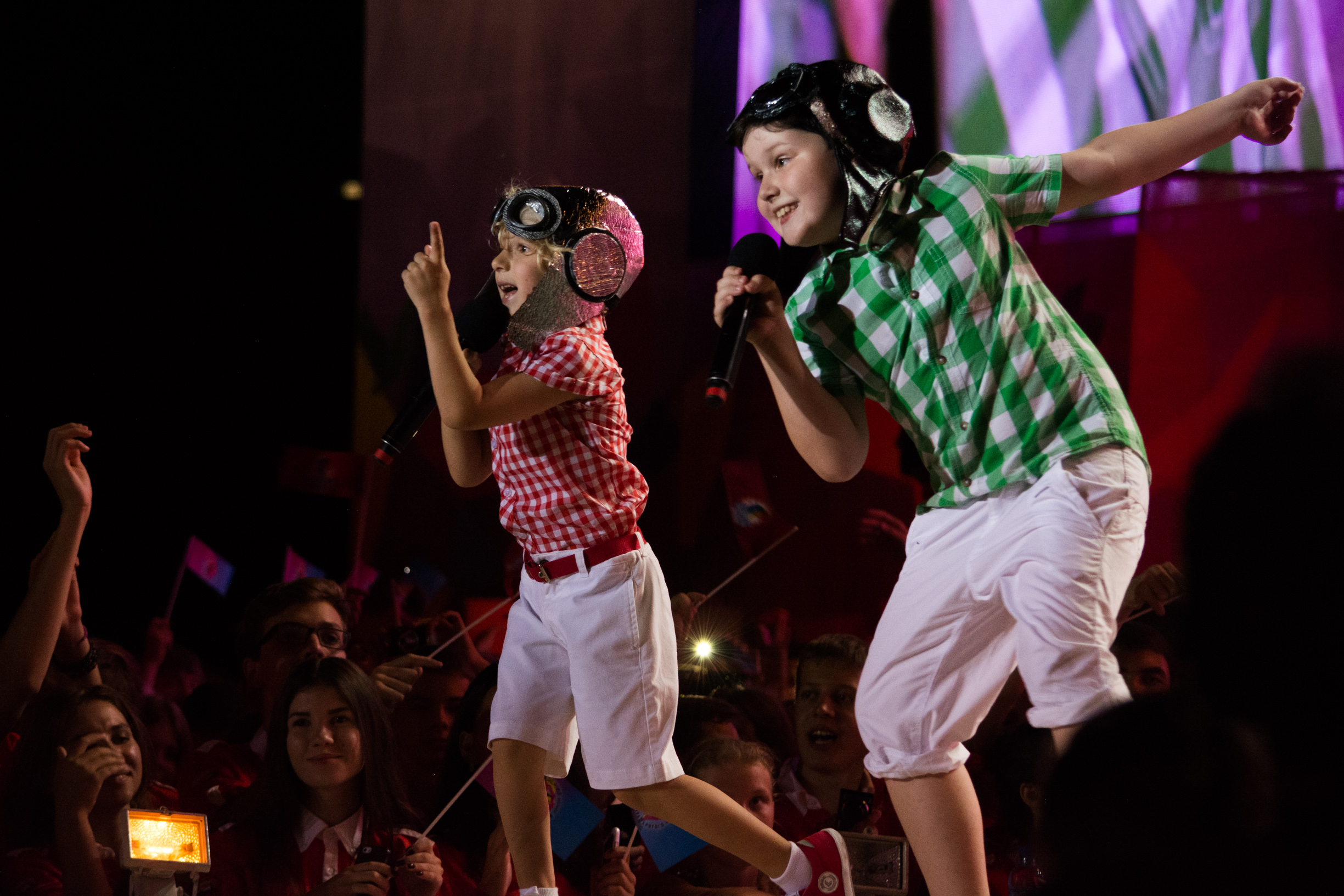
Дуэт «Дикие Гитары» (Россия)
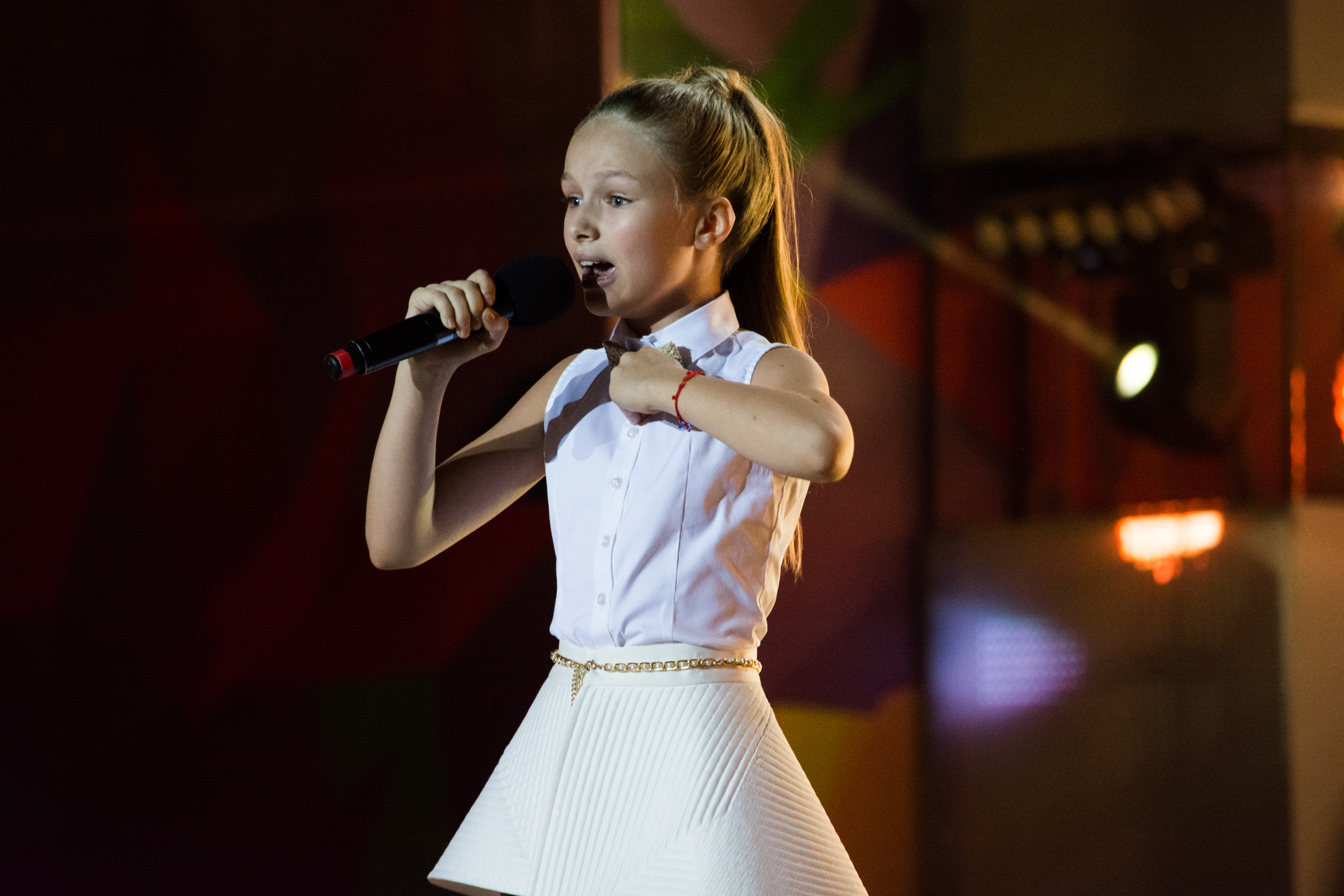
Ева Тимуш (Молдавия)
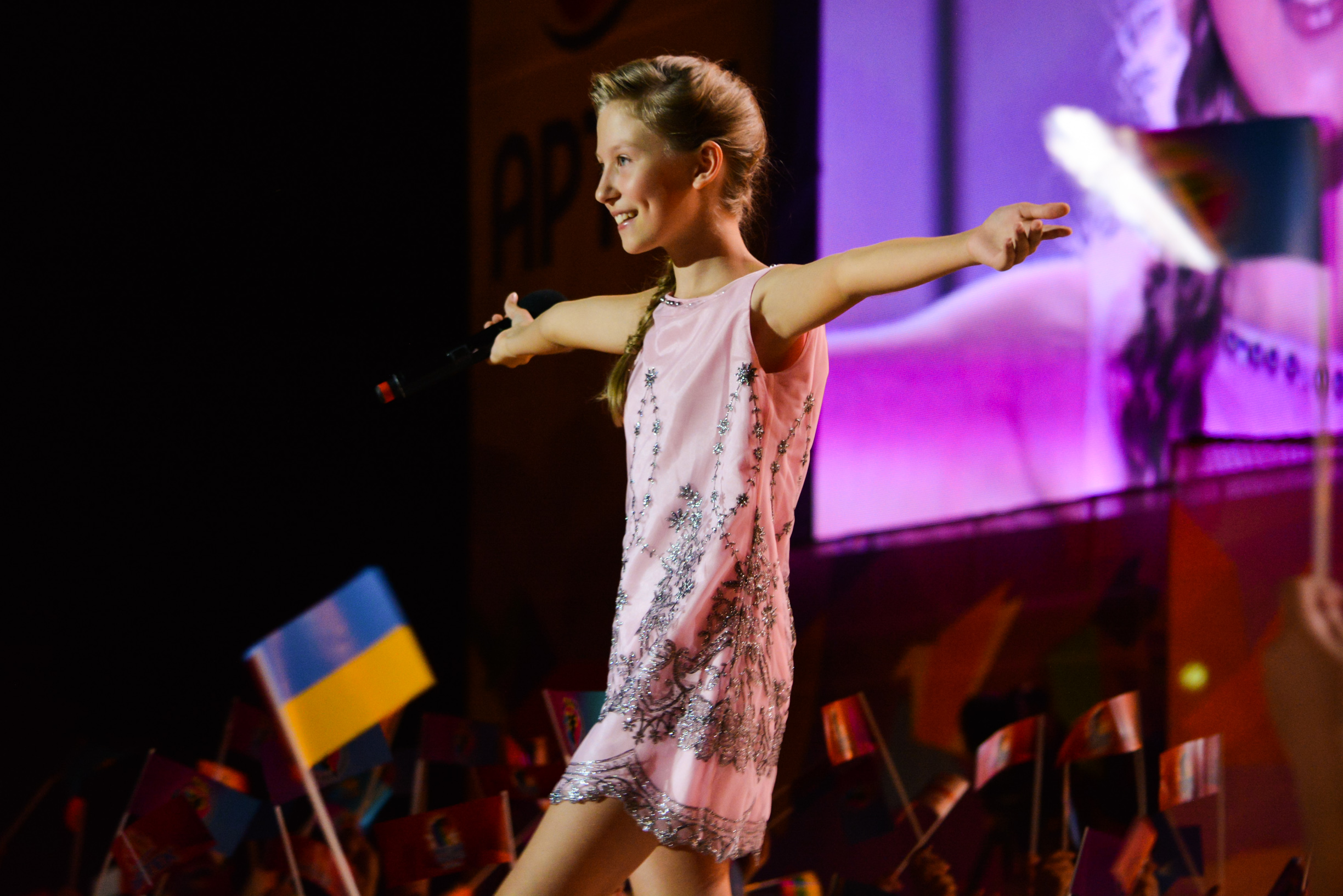
Клеопатра Василевските (Литва)
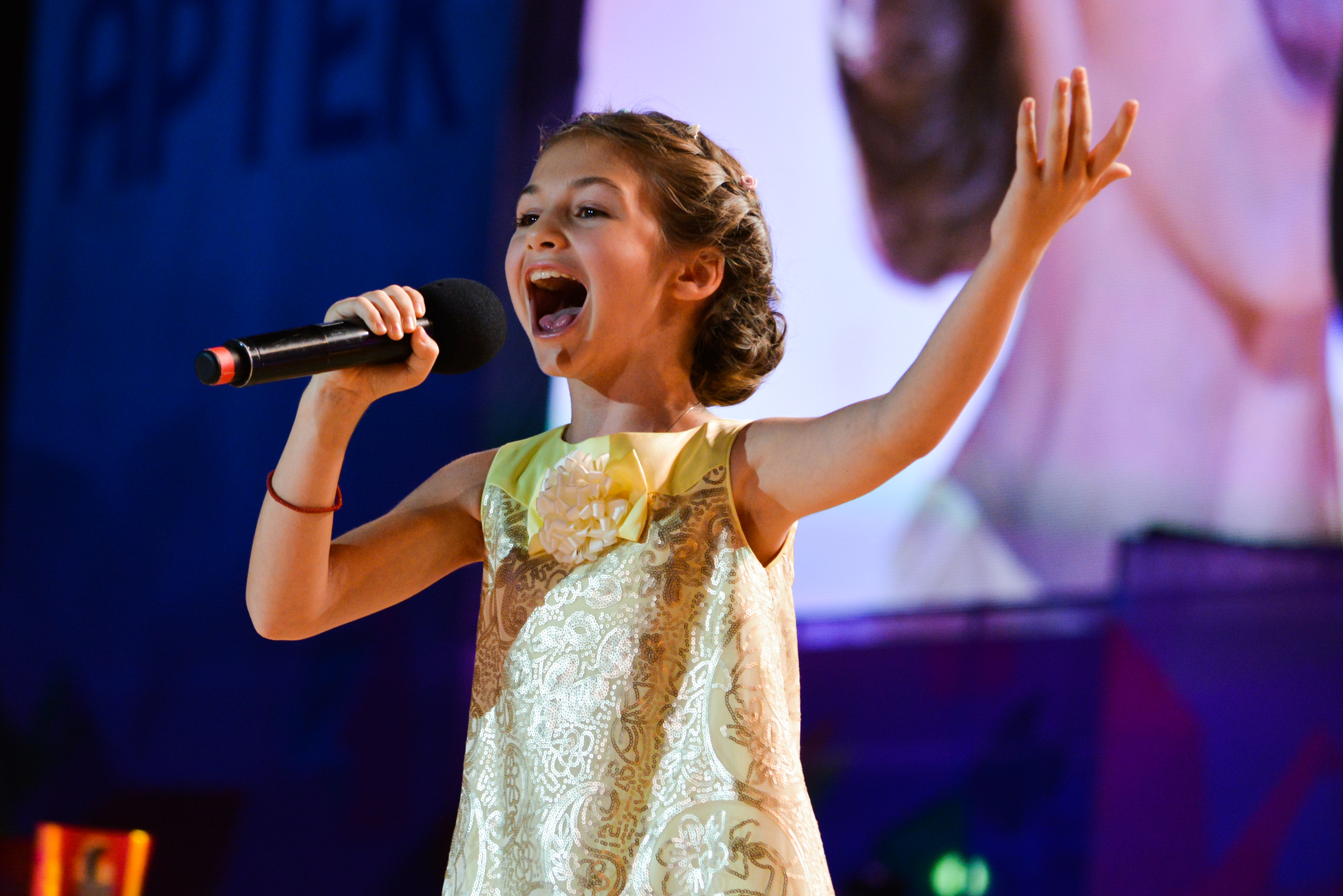
Крисия Тодорова (Болгария)
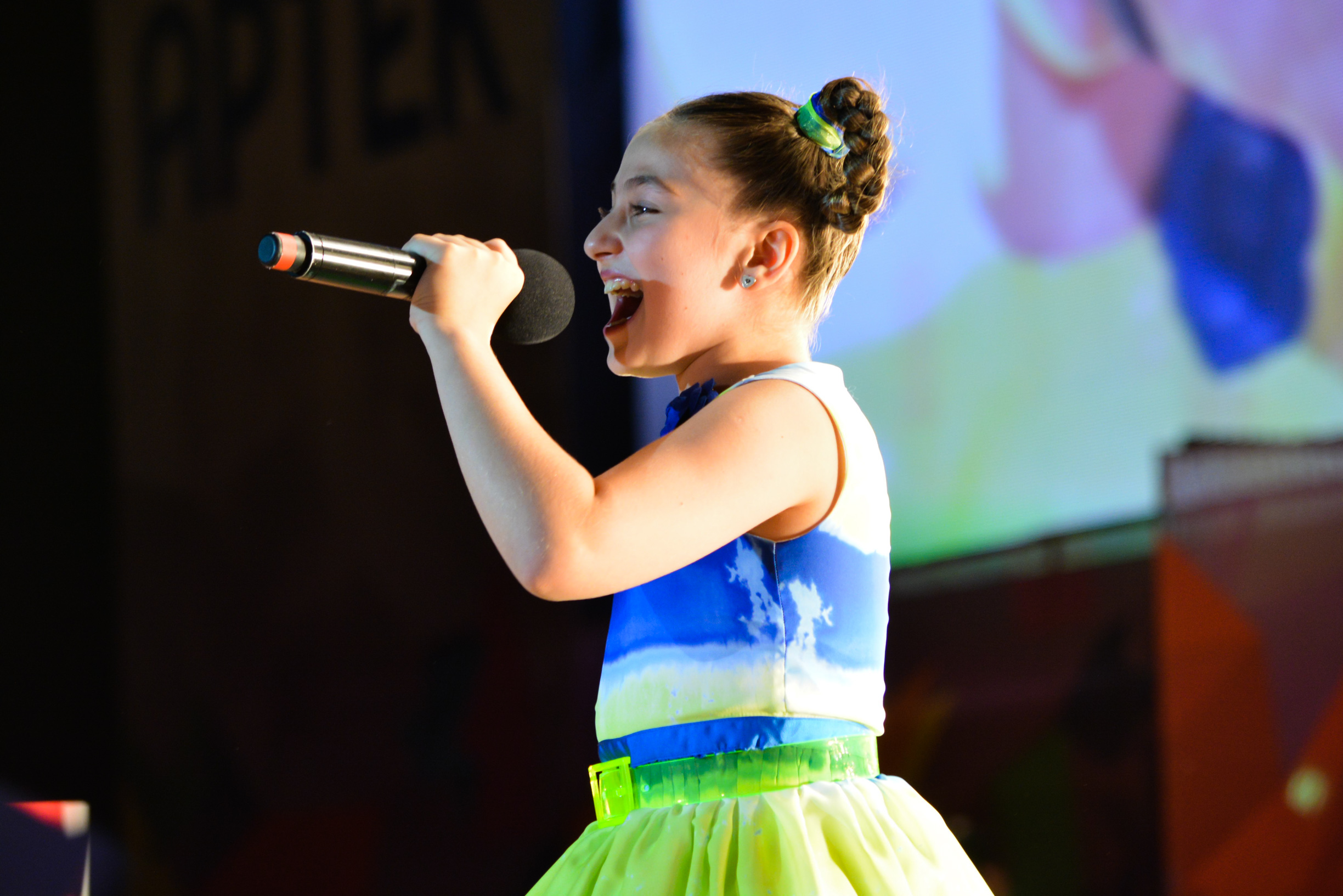
Мери Кочарян (Армения)
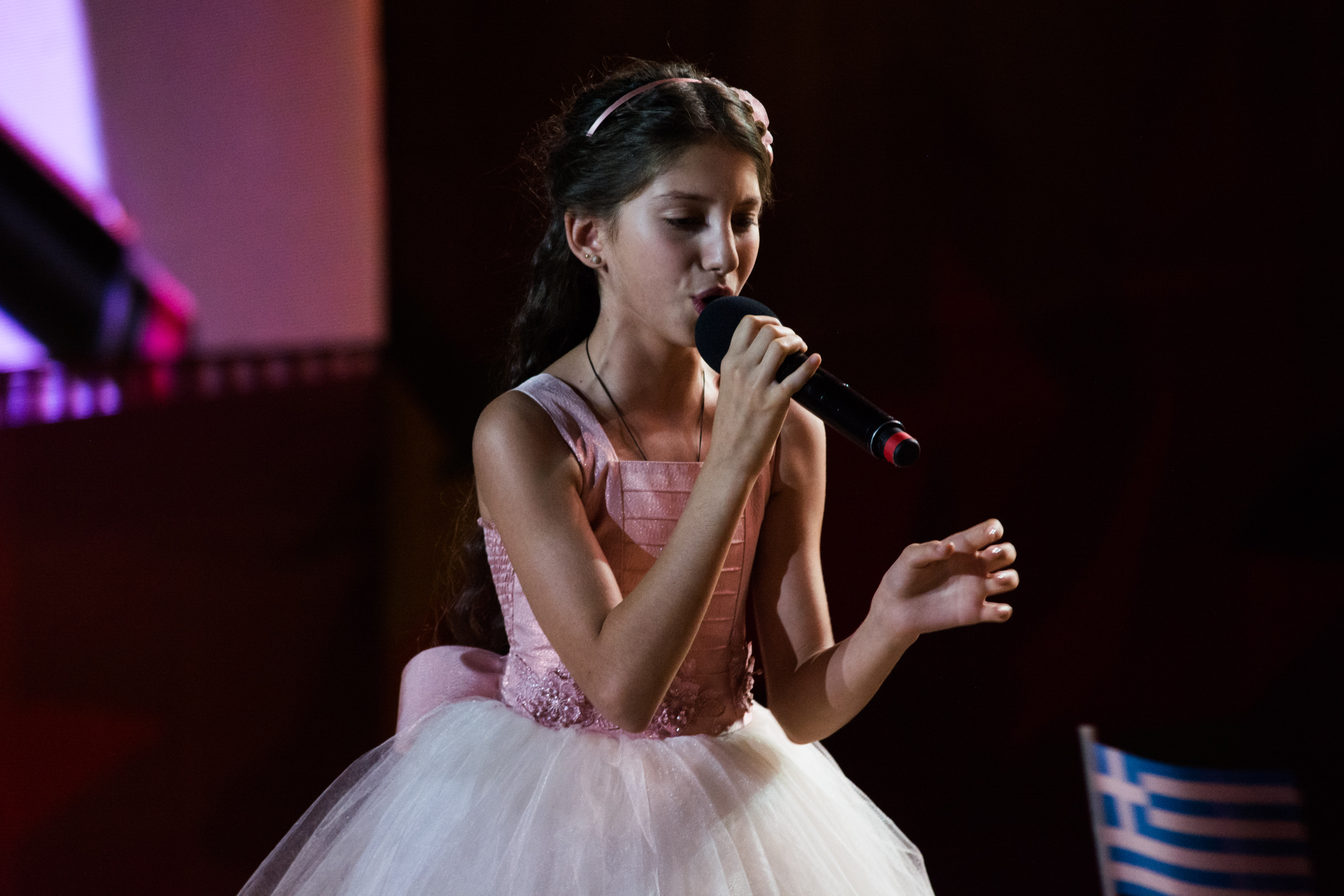
Нино Басилая (Грузия)
Тимоти Санников (Израиль)
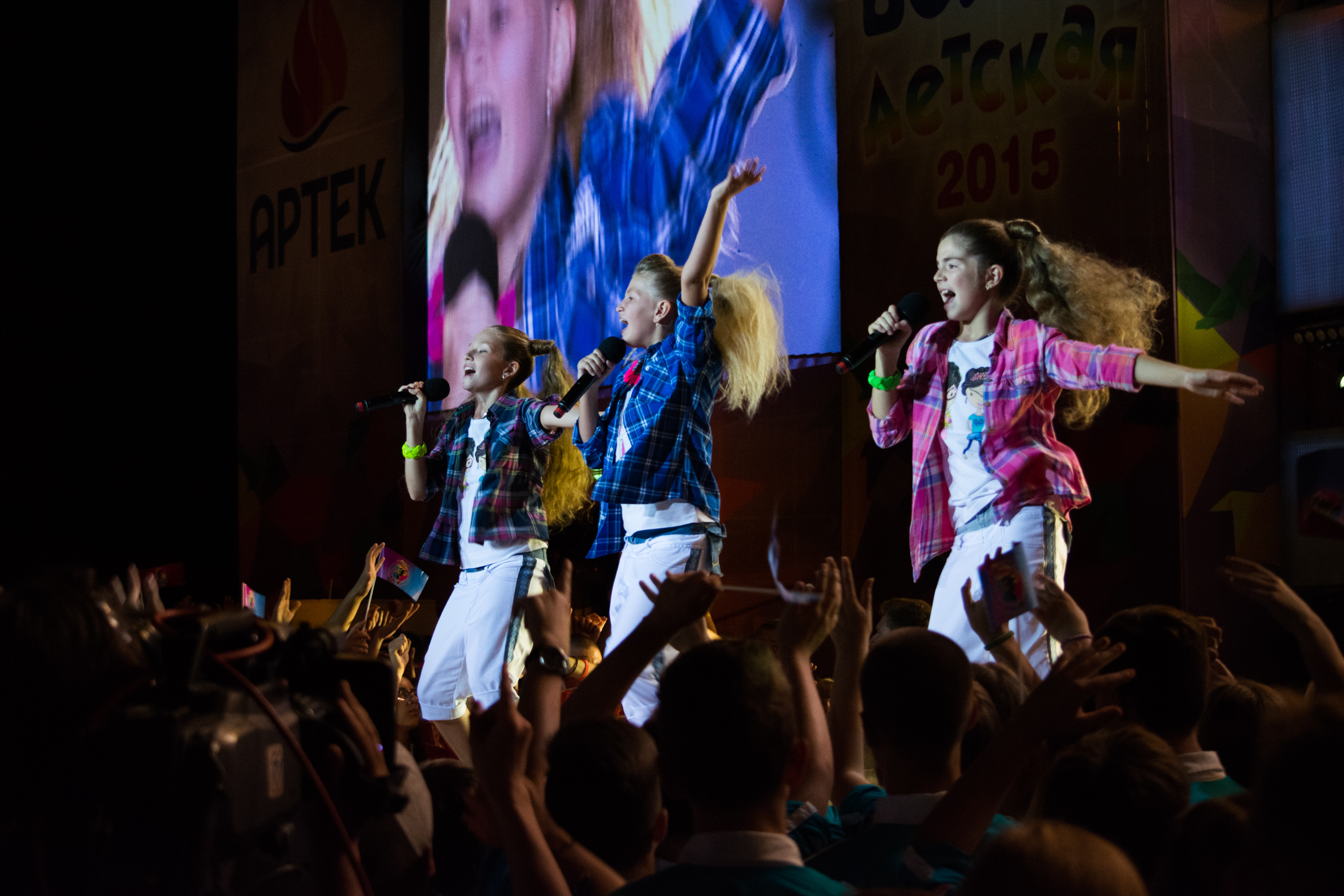
Трио «Smile» (Украина)
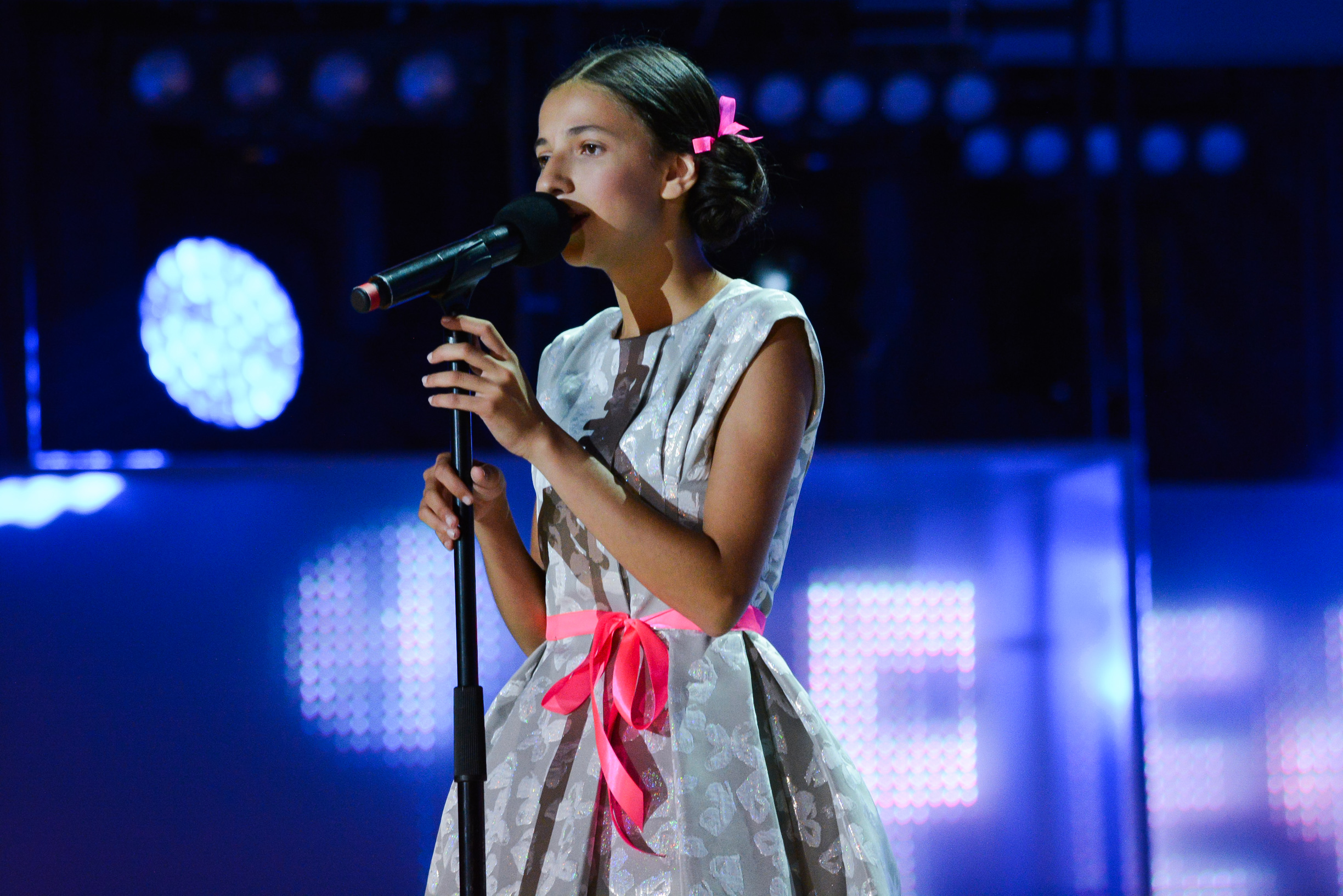
Эмма Хамза (Греция)
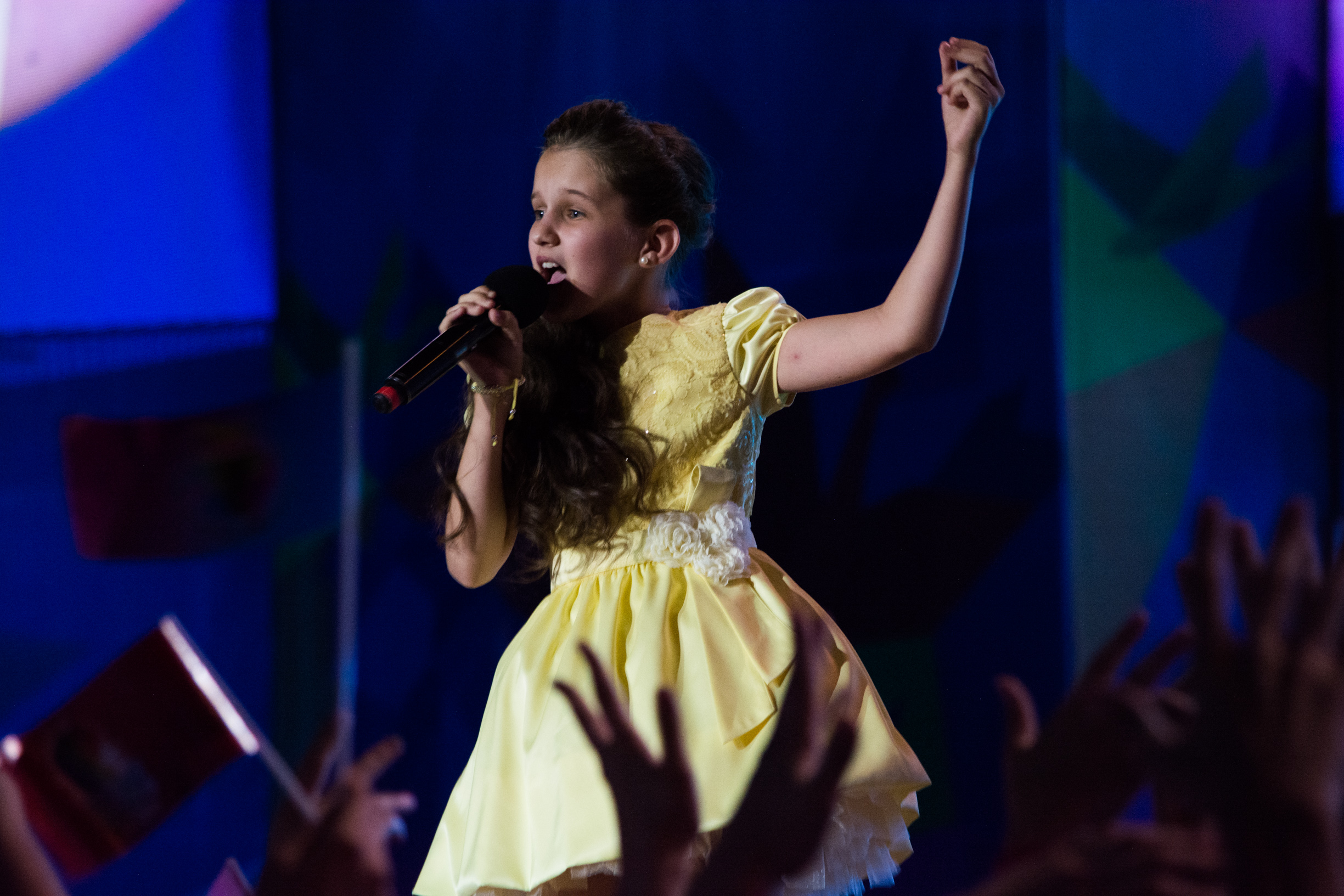
Юлия Левина (Белоруссия)

## Первый конкурсный день
11 августа на главном стадионе «Артека» состоялось открытие конкурса. Был зажжён факел и подняты флаги стран-участниц. С приветственным словом выступил Председатель жюри Игорь Крутой, который также зачитал приветственную телеграмму в адрес конкурсантов от президента России Владимира Путина.
В открытии конкурса также приняли участие группы «Пицца» и «IOWA», Филипп Киркоров, Сосо Павлиашвили, Николай Басков, Тимур Родригез, группа «Дискотека Авария», Александр Иванов и другие артисты, а также лауреаты конкурса прошлых лет. Конкурсанты исполнили мировые хиты и песни из детских мультфильмов и кинофильмов.
| №  | Страна    | Исполнитель            | Песня                 | Баллы | Место в конкурсном дне |
| -- | --------- | ---------------------- | --------------------- | ----- | ---------------------- |
| 1  | Греция    | Эмма Хамза             | «Иртхест»             | 92    | 7                      |
| 2  | Беларусь  | Юлия Левина            | «Мама»                | 95    | 4                      |
| 3  | Литва     | Клеопатра Василевските | «Raudoni vakarai»     | 87    | 9                      |
| 4  | Россия    | Вилена Хикматуллина    | «Звездное Лето»       | 93    | 6                      |
| 5  | Болгария  | Крисия Тодорова        | «Планетата на децата» | 97    | 3                      |
| 6  | Молдова   | Ева Тимуш              | «Нарисуй Мне Небо»    | 95    | 4                      |
| 7  | Украина   | Трио «Smile»           | «Светофоры»           | 97    | 3                      |
| 8  | Израиль   | Тимоти Санников        | «Happy»               | 89    | 8                      |
| 9  | Мальта    | Гайя Кауки             | «The Start»           | 98    | 2                      |
| 10 | Казахстан | Данэлия Тулешова       | «Smile»               | 99    | 1                      |
| 11 | Грузия    | Нино Басилая           | «Сулико»              | 94    | 5                      |
| 12 | Россия    | Дуэт «Дикие Гитары»    | «Мы Дикие Гитары»     | 93    | 6                      |
| 13 | Армения   | Мери Кочарян           | «Ай, ай»              | 93    | 6                      |
| 14 | Украина   | Анна Тринчер           | «Ангел»               | 93    | 6                      |
| 15 | Беларусь  | Александр Минёнок      | «Лимбо»               | 93    | 6                      |

## Второй конкурсный день
| №  | Страна    | Исполнитель            | Песня                  | Баллы | Место в конкурсном дне |
| -- | --------- | ---------------------- | ---------------------- | ----- | ---------------------- |
| 1  | Болгария  | Крисия Тодорова        | «Нарисовать мечту»     | 95    | 4                      |
| 2  | Беларусь  | Александр Минёнок      | «Мальчик-бродяга»      | 95    | 4                      |
| 3  | Литва     | Клеопатра Василевските | «Proud Marry»          | 90    | 7                      |
| 4  | Беларусь  | Юлия Левина            | «Музыки осталось мало» | 91    | 6                      |
| 5  | Грузия    | Нино Басилая           | «One in the street»    | 96    | 3                      |
| 6  | Армения   | Мери Кочарян           | «Армения — это я»      | 98    | 2                      |
| 7  | Россия    | Дуэт «Дикие Гитары»    | «От винта!»            | 99    | 1                      |
| 8  | Украина   | Анна Тринчер           | «Усмхнися менi»        | 96    | 3                      |
| 9  | Молдова   | Ева Тимуш              | «Roar»                 | 95    | 4                      |
| 10 | Израиль   | Тимоти Санников        | «I feel good»          | 96    | 3                      |
| 11 | Россия    | Вилена Хикматуллина    | «Алладин»              | 90    | 7                      |
| 12 | Украина   | Трио «Smile»           | «Були на сели»         | 91    | 6                      |
| 13 | Казахстан | Данэлия Тулешова       | «Dreamer»              | 90    | 7                      |
| 14 | Греция    | Эмма Хамза             | «Salma ya Salma»       | 92    | 5                      |
| 15 | Мальта    | Гайя Кауки             | «I can`t let go»       | 96    | 3                      |

## Результаты
| I место    | II место                            | III место    | Приз зрительских симпатий | Специальный приз «Детского радио» |
| ---------- | ----------------------------------- | ------------ | ------------------------- | --------------------------------- |
| Гайя Кауки | Крисия Тодорова Дуэт «Дикие Гитары» | Мэри Кочарян | Данэлия Тулешова          | Ева Тимуш                         |
|            |                                     |              |                           |                                   |